# Sibaragas
Sibaragas is een bestuurslaag in het regentschap Tapanuli Utara van de provincie Noord-Sumatra, Indonesië. Sibaragas telt 1538 inwoners (volkstelling 2010).